# Les Cots (Sant Joan de Montdarn)
Les Cots (també coneguda com les Cots de Sant Joan o les Cots de Montdarn) és una masia del poble de Sant Joan de Montdarn, al municipi de Viver i Serrateix (Berguedà), inclosa en l'Inventari del Patrimoni Arquitectònic de Catalunya. És coneguda perquè fou la casa pairal del metge i escriptor Ramon Cots i Escrigas. En el mateix municipi hi ha una altra masia amb el mateix nom de les Cots, a Serrateix.

## Descripció
Masia de dos cossos de diferents èpoques. La part més antiga del conjunt correspon a la part orientada a migdia i que al segle xviii fou ampliada amb la construcció dels porxos-eixida, de dos pisos. La planta baixa d'aquest cos conserva encara les voltes apuntades i de mig punt, base de la primera construcció en època medieval. El cos central de l'actual masia, orientat a ponent, és producte d'una ampliació de la casa al segle xviii així com la decoració interior de la capella, promogudes per un dels pubills (d'origen francès i molt sensibilitzat per les activitats constructives). Dins la capella es conserva el retaule de la Mare de Déu del Roser, del 1771.
La coberta és amb teulades de quatre vessants i amb el carener paral·lel a la façana. Les portes són d'arc de mig punt amb dovelles molt regulars.

## Història
La casa conserva pergamins que atribueixen la primera construcció de les Cots (coneguda primerament per "Corts") l'any 1341, per iniciativa de Pere Joan Corts. Altres versions expliquen que la casa fou propietat del noble Alemany de Tord, senyor de la Quadra de Sant Joan Montdarn, i que cedí aquesta propietat al seu fill Bernat en casar-se amb Violant de Sarrià.
D'aquest mas és originari Ramon Cots i Escrigas (1857-1933), pagès, metge i escriptor de gran fama a la comarca com a especialista de malalties nervioses i com a home de gran humanitat amb els pagesos de la rodalia. Autor de "El Purgatorio en Tierra" i "La Piedra Filosofal", realitzà un tractat sobre el matrimoni que es conservà fins al 1936 a la Biblioteca del Bisbat de Solsona.